# Calle 121 (línea Jamaica)
La Calle 121 es una estación en la línea Jamaica del Metro de Nueva York de la B del Brooklyn–Manhattan Transit Corporation y el Independent Subway System. La estación se encuentra localizada en Jamaica, Queens entre la Calle 121 y la Avenida Jamaica. La estación es servida en varios horarios por los trenes del Servicio .